# Col de Turini
De Col de Turini is een hoge bergpas in de Alpen in het departement van de Alpes-Maritimes in Frankrijk, gestitueerd volledig in het Arrondissement Nice. De weg verbindt Lantosque in de gemeente La Bollène-Vésubie, met Sospel in de gemeente Moulinet. Het is de hoofdroute tussen de rivier vallei van de Vésubie en de Bévéra vallei.

## Autosport
De Col de Turini is elk jaar het decor van een etappe van 31 kilometer in de Rally van Monte Carlo, die in januari wordt verreden. De etappe wordt verreden van La Bollène-Vésubie tot aan de top van de bergpas, om vervolgens af te dalen naar Sospel, of het omgekeerde traject. De Col de Turini, bekend om zijn smalle weg met vele haarspeldbochten, is het technische middelpunt van de rally. Tot een paar jaar geleden reden de racepiloten 's nachts de bergpas op, met duizenden fans die keken naar de zogenaamde "nacht van de lange messen", zoals het werd genoemd, vanwege de sterke koplampen die door de nacht sneden.

## Wielrennen
De Col de Turini wordt af en toe opgenomen in wielerwedstrijden. De westelijke kant van de col, met vertrek in Lantosque in de vallei van de Vésubie, is 15,3 km met een gemiddeld stijgingspercentage van 7,2%. De zuidoostelijke beklimming, met vertrek in Sospel, is 24 km met een gemiddeld stijgingspercentage van 5,2%. Beide beklimmingen hebben een maximaal stijgingspercentage van 9%.
De bergpas kwam vijf keer voor in de Tour de France, steeds halverwege de etappe: in 1948, 1950, 1973, 2020 en 2024. In 2019 en 2022 werd de Col de Turini opgenomen in de etappekoers Parijs-Nice. Hij herbergde de finish van de zevende etappe, beklommen langs zijn westelijke flank.
| Passages in de Ronde van Frankrijk | Passages in de Ronde van Frankrijk | Passages in de Ronde van Frankrijk | Passages in de Ronde van Frankrijk | Passages in de Ronde van Frankrijk |
| Jaar                               | Etappe                             | Startplaats                        | Finish                             | Eerste boven                       |
| ---------------------------------- | ---------------------------------- | ---------------------------------- | ---------------------------------- | ---------------------------------- |
| 1948                               | 12                                 | Sanremo                            | Cannes                             | Louison Bobet                      |
| 1950                               | 15                                 | Toulon                             | Menton                             | Jean Robic                         |
| 1973                               | 10                                 | Embrun                             | Nice                               | Vicente López Carril               |
| 2020                               | 2                                  | Nice                               | Nice                               | Anthony Perez                      |
| 2024                               | 20                                 | Nice                               | Col de la Couillole                | Tadej Pogačar                      |

| Passages in Parijs-Nice | Passages in Parijs-Nice | Passages in Parijs-Nice | Passages in Parijs-Nice | Passages in Parijs-Nice |
| Jaar                    | Etappe                  | Startplaats             | Finish                  | Eerste boven            |
| ----------------------- | ----------------------- | ----------------------- | ----------------------- | ----------------------- |
| 2019                    | 7                       | Nice                    | Col de Turini           | Daniel Martínez         |
| 2022                    | 7                       | Nice                    | Col de Turini           | Primož Roglič           |